# Пётр и Марцеллин

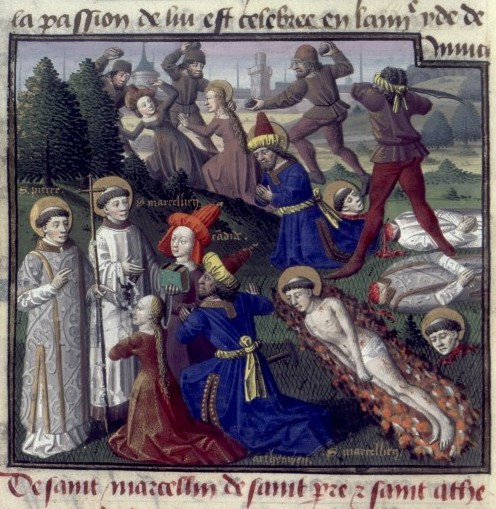
Мученичество свв. Петра и Марселлина, Speculum Historiale (XV век).

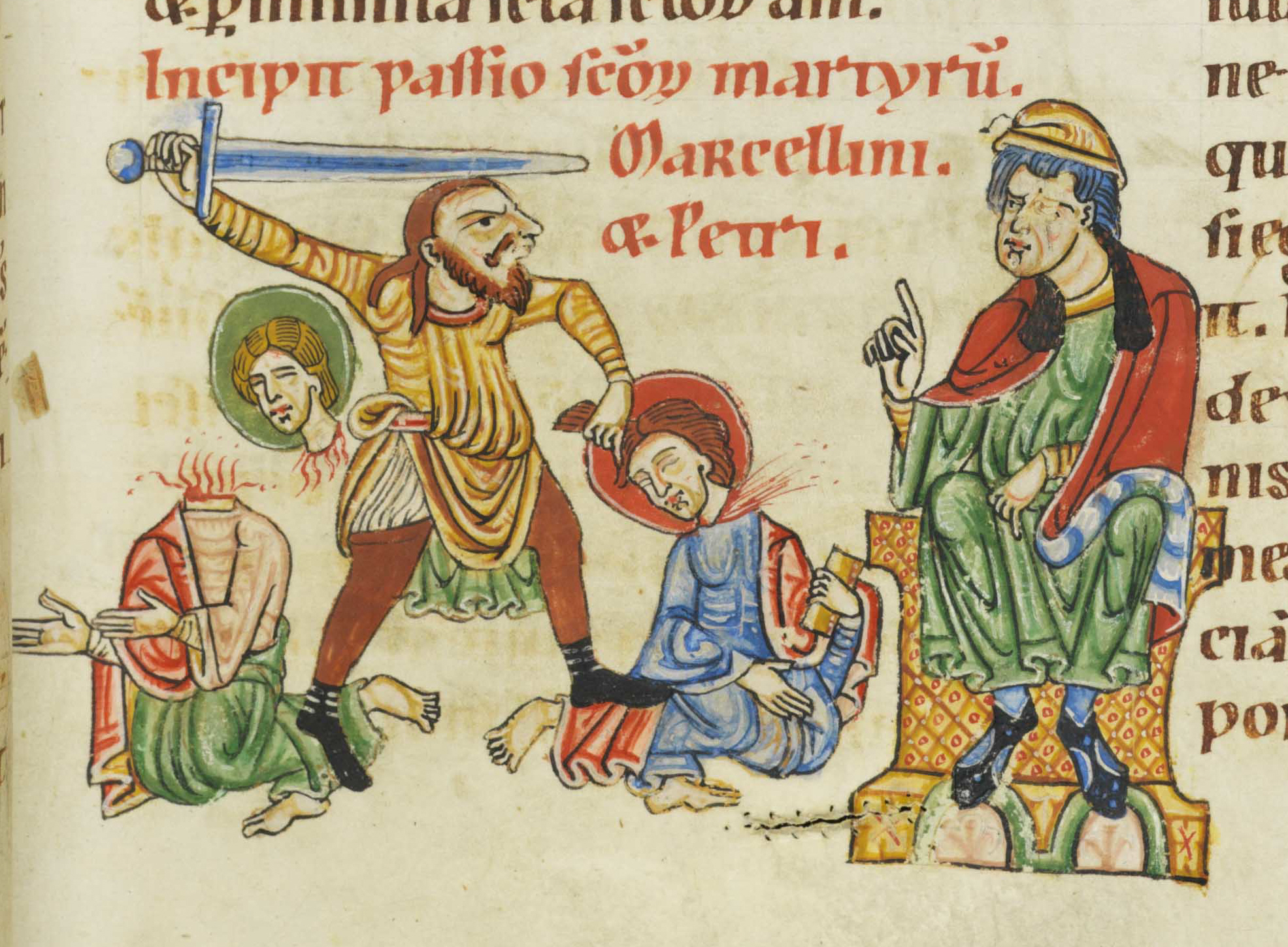
Мученичество свв. Петра и Марселлина, Codex Bodmer (XII век).

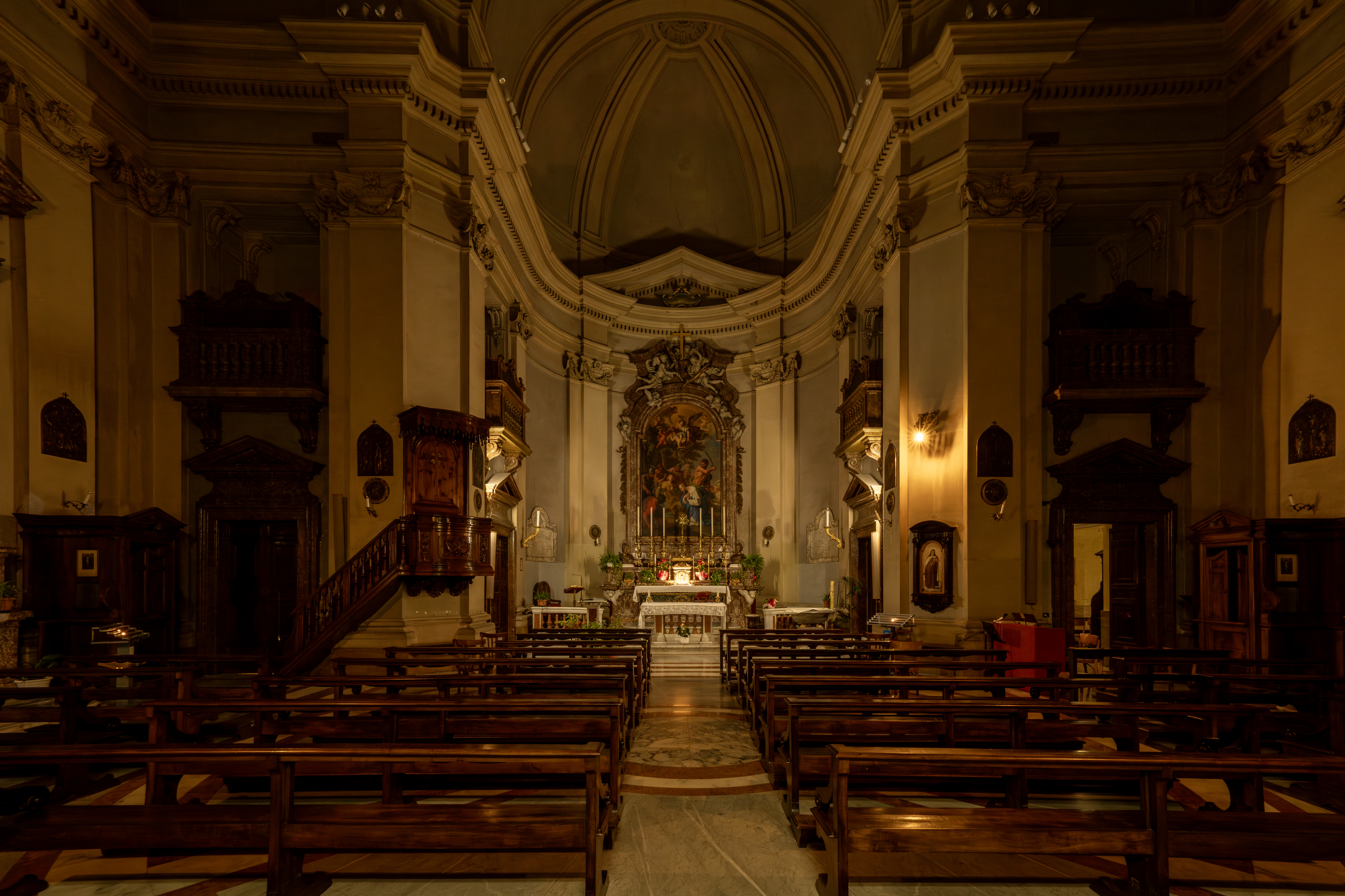
Главный алтарь. Свв. мученики Маркеллин и Пётр. Латеранский собор.

Пётр и Марцеллин [Маркелли́н] (казнены в 304) — мученики Римские. День памяти — 2 июня.
Святые Пётр (иногда именуемый Пётр Экзорцист) и Марцеллин пострадали в Риме во времена императора Диоклетиана. О них известно очень мало. Папа римский Дамасий I утверждал, что слышал о судьбе этих двух погибших от палача, который стал христианином после их смерти. Свидетельство папы Дамасия является старейшим источником относительно этих двух мучеников. По его словам, святые были убиты в захолустном месте по решению судьи Севера или Серена, так, чтобы другие христиане не имели возможности  похоронить и почитать их тела. Святые мученики сами очистили место, предназначенное для их казни и захоронения: оно заросло тёрном, ежевикой и шиповником и находилось в трёх милях от Рима. Они были обезглавлены и похоронены в этом месте   . 
Согласно преданию, две женщины, Люцилла (Lucilla) и Фирмина (Firmina), по божественному откровению обнаружили тела и погребли их должным образом. Они похоронили тела святых мучеников вблизи тела святого Тибурция  на Лабиканской дороге, которое стало впоследствии известно как катакомбы Марцеллина и Петра.
Описание страданий святых мучеников Марцеллина и Петра составлено в VI веке, в него включено предание о тюремщике Артемии, обращённого в христианство святым Маркеллином. Жена Артемия, Секунда (или Кандида), и её дочь Павлина также приняли христианство. Артемий был обезглавлен, Секунда и Павлина были заживо погребены под грудой камней. Пассия также утверждает, что они были убиты на 12 миле Аврелиевой дороги в месте, называемом Сильва Кандида (Silva Candida), иначе называемом Сильва Нигра (Silva Nigra) и Лорий (Lorium). Пассия сообщает, что их палач Дорофей был крещён папой Римским Юлием I.
Считается, что мощи святых пребывают в Риме, Зелигенштадте, а также в соборе Кремоны.